# Thermocyclops conspicuus
Thermocyclops conspicuus – gatunek widłonoga z rodziny Cyclopidae. Nazwa naukowa tego gatunku skorupiaków została opublikowana w 1950 roku przez szwedzkiego zoologa Knuta Lindberga.